# 주물유기장
주물유기장은 경기도 안성시 금광면 금광리 42-3에 있다. 2015년 2월 6일 안성시의 향토유적(무형) 제2호로 지정되었다.

## 개요
유기를 놋쇠 또는 통쇠라고 하며, 구리와 주석을 7대3으로 합금하여 놋그릇을 방자유기(方子鍮器)라 하고, 구리와 아연을 합금하여 만든 그릇을 황동유기(黃銅鍮器)라 하며, 구리에다 니켈을 합금(合金) 한것을 백동유기(白銅鍮器)라 한다.
우리나라의 유기제작(鍮器製作)은 청동기시대(靑銅器時代)에 시작되었는데, 철기시대가 시작되면서 유기제작 기법이 쇠퇴하고, 7세기경 신라(新羅)에서 철유전(鐵鍮典)이라는 기관을 두어 유기제작을 관장하였고 고려시대 더욱 발달하여 얇고 광택과 탄력이 있는 유기를 제작하였으나, 조선시대 초기에는 퇴보하였다가 18세기에 와서 다시 성행하여 부호나 사대부들이 안성유기를 주문생산하여 조형적이고 질적으로 발전하게 되었다.
안성유기는 아름다운 모양과 광채로 이름을 떨치고 있는 50여년 전통을 갖고 있으며 방자유기와 주물제작법으로 밥그릇을 비롯, 제기, 불기제품을 생산하며, 연막제 개발로 유기의 생명인 광채를 유지하고 있다.

## 같이 보기
- 놋그릇